# Giulio Bertoni
Giulio Bertoni (* 26. August 1878 in Modena, Italien; † 28. Mai 1942 in Rom) war ein italienischer Romanist.
In seinen Werken befasste er sich mit der Geschichte der italienischen Literatur und den italienischen Mundarten.

## Leben
Giulio Bertoni wurde als Sohn von Giuseppe und Adele Baroni in Modena geboren. Nach seiner Schulzeit in Modena und Turin studierte er Literatur an der Universität Turin. Während seiner Studienzeit wurde er stark von dem Dichter  Arturo Graf und vor allem von Rodolfo Renier, Professor für Literatur an der Turiner Universität, beeinflusst. Nach seinem Examen 1901 schrieb er sich zu weiteren Studien an der Universität Florenz ein, wo er bei dem Philologen Pio Rajna studierte und Kontakt zu dem Literaturkritiker Guido Mazzoni aufnahm. Von 1903 bis 1904 hielt er sich in Paris und Berlin auf, wo er die damals wichtigsten Vertreter des Fachs Romanische Philologie wie Paul Meyer, Jules Gilliéron, Adolf Tobler und Erich Auerbach kennenlernte.
Nach seiner Rückkehr 1905 an die Universität Turin lehrte er zunächst als Dozent für Romanische Philologie, erhielt aber im gleichen Jahr einen Ruf an die Universität Freiburg in der Schweiz, wo er zunächst als außerordentlicher Professor lehrte und ab 1909 für lange Jahre Ordinarius für Romanistik war. Die Zeit in Freiburg war für ihn in wissenschaftlicher Hinsicht sehr fruchtbar: Er veröffentlichte dort rund 700 Publikationen, darunter Bücher, Zeitschriftenaufsätze und kritische Textausgaben.
1921 kehrte er zunächst an die Universität Turin zurück, um sich dann ab 1928 endgültig in Rom niederzulassen, wo er an der Sapienza die Nachfolge von Cesare De Lollis, renommierter Literaturwissenschaftler und engagierter Förderer zeitgenössischer italienischer Autoren, als Ordinarius für Romanistik antrat. Seit 1936 gehörte er der Accademia della Crusca an. Seit 1933 war er korrespondierendes Mitglied der Sächsischen Akademie der Wissenschaften.

## Schriften (Auswahl)
- Il dialetto di Modena. Introduzione, grammatica, testi antichi, Torino, E. Loescher, 1905.
- Il Duecento, Milano, Vallardi, 1911.
- Il cantare del Cid introduzione, versione, note, con due appendici a cura di Giulio Bertoni, Bari, Laterza, 1912.
- L' elemento germanico nella lingua italiana, Genova, Formiggini, 1914
- I trovatori d'Italia. Biografie, testi, traduzioni, note, Modena, Orlandini, 1915.
- Italia dialettale, Milano, Hoepli, 1916.
- L' Orlando furioso e la rinascenza a Ferrara, Modena, Orlandini, 1919.
- I "Lais" del romanzo in prosa di Tristano, Torino, G. Chiantore, 1921.
- Programma di filologia romanza come scienza idealistica, in "Archivum Romanicum", v. 2 (1922).
- Ludovico Ariosto, Roma, Formiggini, 1925.
- (in collaborazione con Matteo Bartoli), Breviario di neolinguistica, Modena, Società tipografica modenese, 1925.
- La letteratura provenzale, Padova, CEDAM, 1926.
- Lingua e pensiero. Studi e saggi linguistici, Firenze, Olschki, 1932.
- Muratori e le Opere varie critiche di L. Castelvetro, Modena, Societa tipografica modenese, 1933.
- I nuovi problemi della linguistica romanza, Paris, Libraire ancienne H. Champion, 1933.
- La lingua della "Scuola poetica siciliana", Basel, B. Schwabe, 1935.
- De Petrarque a Montaigne, Paris, Librairie E. Droz, 1936.
- Antiche liriche portoghesi, Modena, Societa tip. modenese, 1937.
- Cantari di Tristano, Modena, Società tipografica modenese, 1937.
- La vecchia e nuova questione della lingua, in "Nuova antologia", 16 novembre 1938–XVII, pp. 122–131.
- (in collaboraz. con F. A. Ugolini) Prontuario di pronuncia e ortografia, Roma, E.I.A.R., 1939.
- Lingua e cultura, Firenze, Olschki, 1939.
- Poesia provenzale moderna. La Pleiade del Felibrismo, Modena, Societa tipografica modenese, 1940.
- Saggi linguistici scelti da Giulio Bertoni e pubblicati da colleghi, amici e ammiratori a celebrare i 40 anni del suo insegnamento universitario, Modena, Soc. Tip. Modenese, 1940.
- Di alcuni fondamenti storici e filologici di un nuovo Vocabolario della lingua italiana, in "Rendiconti della classe di scienze morali e storiche della Reale accademia d'Italia", serie VII, vol. III (1942), fasc. IX.

### Bibliografie
- Guido Stendardo: Giulio Bertoni: bibliografia, con introduzione di Angelo Monteverdi. Modena, Societa tip. modenese, 1952.